# Mitsuteru Watanabe
Mitsuteru Watanabe (渡辺 光輝, Watanabe Mitsuteru) est un footballeur japonais né le 10 avril 1974.